# Pet Therapy - Un cane per amico
Pet Therapy - Un cane per amico (A Dog Year) è un film del 2009, diretto da George LaVoo con Jeff Bridges.

## Trama
Lo scrittore Jon Katz sta vivendo una crisi creativa dopo la separazione dalla moglie. Chiuso in se stesso, spesso rifiuta di rispondere al telefono, preferendo passare le giornate in piena solitudine. Il suo stato di apatia viene scosso quando un canile gli affida un Border Collie dal comportamento irrequieto e indisciplinato, segnato dai maltrattamenti subiti in passato...